# Ocypode ryderi
Ocypode ryderi – gatunek kraba morsko-lądowego zaliczany do rodzaju Ocypode. Zamieszkuje piaszczyste plaże, rzadziej lasy namorzynowe w zachodniej części Oceanu Indyjskiego i w Pacyfiku. Można go zaobserwować na oceanicznych plażach w grupach liczących tysiące osobników. Jest wszystkożerny, poluje także na młode żółwie morskie, biegnące do morza zaraz po wykluciu. Jest bardzo odporny na odwodnienie. W przeciwieństwie do tułacza hawajskiego jego oczy nie są osadzone na wysokich słupkach.

## Opis
Krab średnich jak na rodzaj rozmiarów. Karapaks ma grubo i mniej gęsto niż inne Ocypode ziarenkowany, nieco szerszy niż dłuższy, o szeroko wklęsłych bocznych połowach krawędzi orbitalnych. Zewnętrzne kąty orbitalne są szeroko trójkątne, skierowane trochę ku przodowi. Słupki oczne nie są odsiebnie przedłużone poza rogówkę oka. Wszystkie pereiopody (odnóża tułowiowe) mają po czerwonej wąskiej przepasce na dosiebnych brzegach bazipoditów, karpopoditów i daktylopoditów. Na propodicie większych szczypiec znajduje się listewka strydulacyjna, złożona z około 15 guzków. Mniejsze szczypce mają spiczaste wierzchołki. Brak szczecinek na przednich powierzchniach propoditów dwóch początkowych par nóg krocznych. Samice cechują się wystającym w kierunku przednio-środkowym wieczkiem płciowym i ustawioną podłużnie szparą pochwy. Samce mają szeroko bulwiaste i bocznie zakrzywione w części odsiebnej gonopody pierwszej pary, wyposażone w stożkowaty głaszczek.